# Jean Henri Hassenfratz
Jean Henri Hassenfratz (Párizs, 1755. december 20. – Párizs, 1827. február 26.) francia fizikus és kémikus.

## Élete
Előbb hajóapród volt francia hadihajón, azután ács Párisban. Építészeti és bányászati tanulmányokat tett; 1783-ban a kormány megbízásából Stájerországban, Karintiában, Magyarországon és Németországban tanulmányutat tett a bányászati és kohászati viszonyok tanulmányozására. Visszatérése után Lavoisiernek segédkezett munkálatainál. A forradalom kitörése után a politikai életben mint a radikális párt tagja nagyban szerepelt. A girondisták perében nagy befolyását a konventben érvényesítette, és sok életet mentett meg. Azon korbeli iratai radikális irányuak, pl. az École d'exercice ou Manuel militaire de l'infanterie, cavalerie et artillerie nationale (Párizs, 1790); Catéchisme militaire, ou Manuel du garde national (Párizs, 1790); Cours révolutionnaire d'administration militaire (uo. 1794). 1793-ban Servant miniszter a hadikészletek felügyeletével bízta meg. Nagy érdemei voltak a bányászat körül és a katonai iskolák és a politechnikum szervezésében. Az utóbbin 1794-ben a fizika tanárává lett, 1797-ben a bányászati iskolához ment át, és 1814-ben nyugalomba vonult. A visszatérő Bourbonok azonban már 1815-ben elvették nyugdíját. Számos művet írt, többek között: Sidérotechnie, ou l'art de traiter les minéraux de fer, pour en obtenir de la fonte, du fer et de l'acier (Párizs, 1812); Dictionnaire physique de l'Encyclopédie (1816-21); Traité de l'art de calciner la pierre calcaire (uo. 1825); Cours de physique céleste (1803 és 1810). Azonkívül számos értekezést, mely bányászattal, kémiával és fizikával foglalkozik. Az utóbbi tudományban különösen a hidromechanikával és a hajszálcsövességgel foglalkozott.